# سوگلی‌های عروسی
سوگلی‌های عروسی (انگلیسی: Wedding Belles) یک تله‌فیلم درام بریتانیایی است که در ۲۹ مارس ۲۰۰۷ از کانال ۴ پخش شد.

## بازیگران
- میشل گومز
- شرلی هندرسون
- شانا مک‌دونالد
- برندن کویل
- مایکل فاسبندر